# Melocactus conoideus
Melocactus conoideus är en kaktusväxtart som beskrevs av Albert Frederik Hendrik Buining och Brederoo. Melocactus conoideus ingår i släktet Melocactus och familjen kaktusväxter. Inga underarter finns listade i Catalogue of Life.

## Bildgalleri

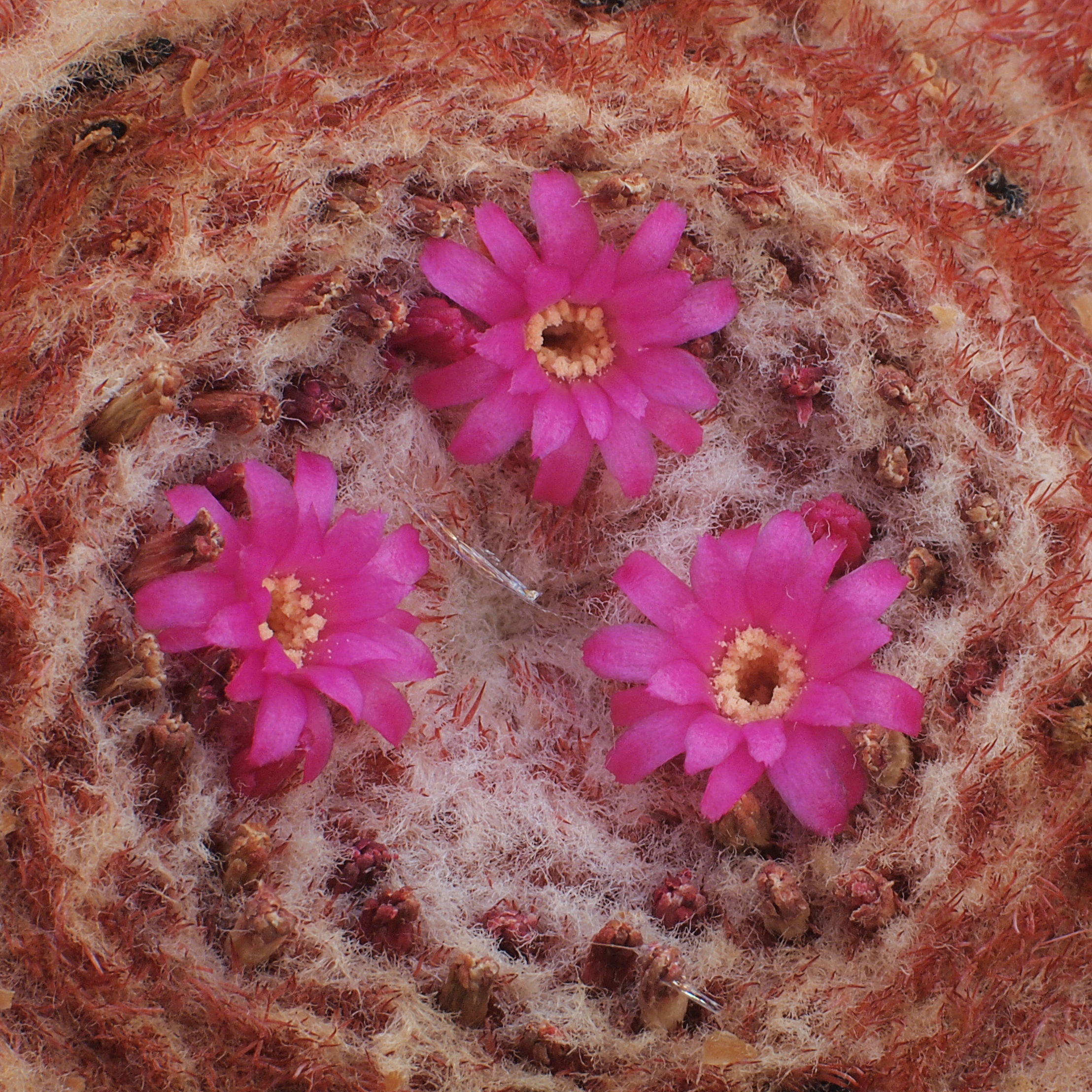
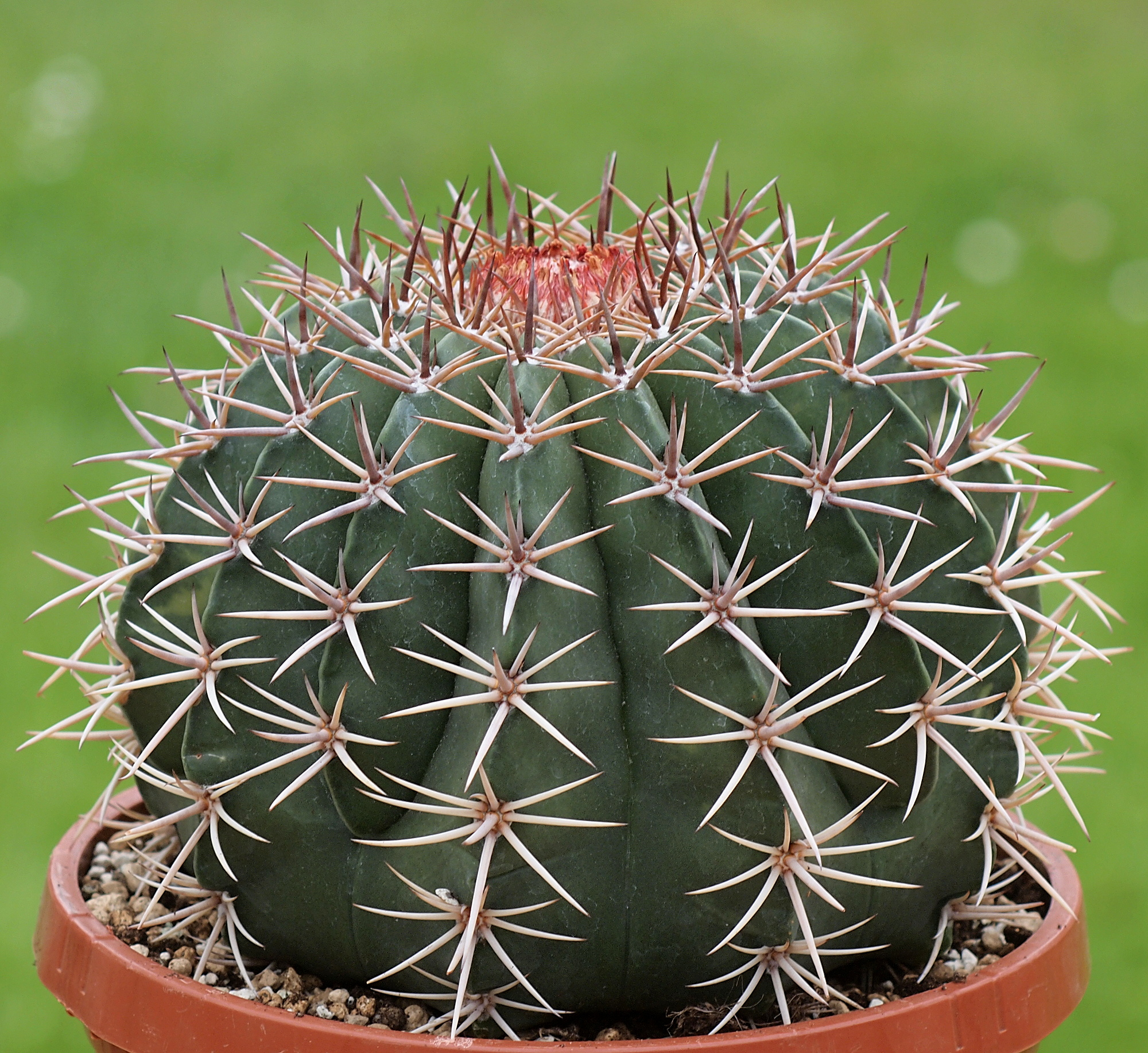
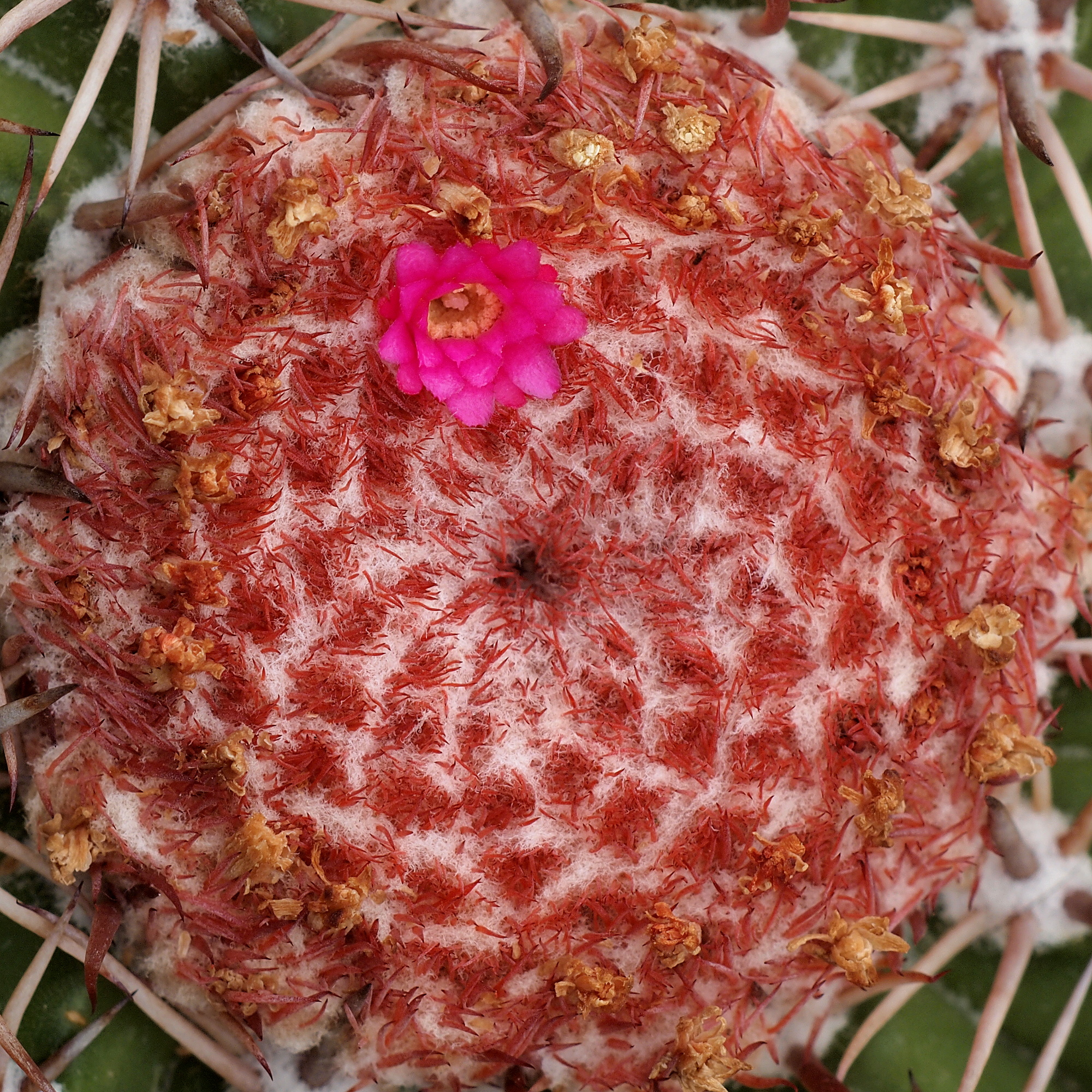
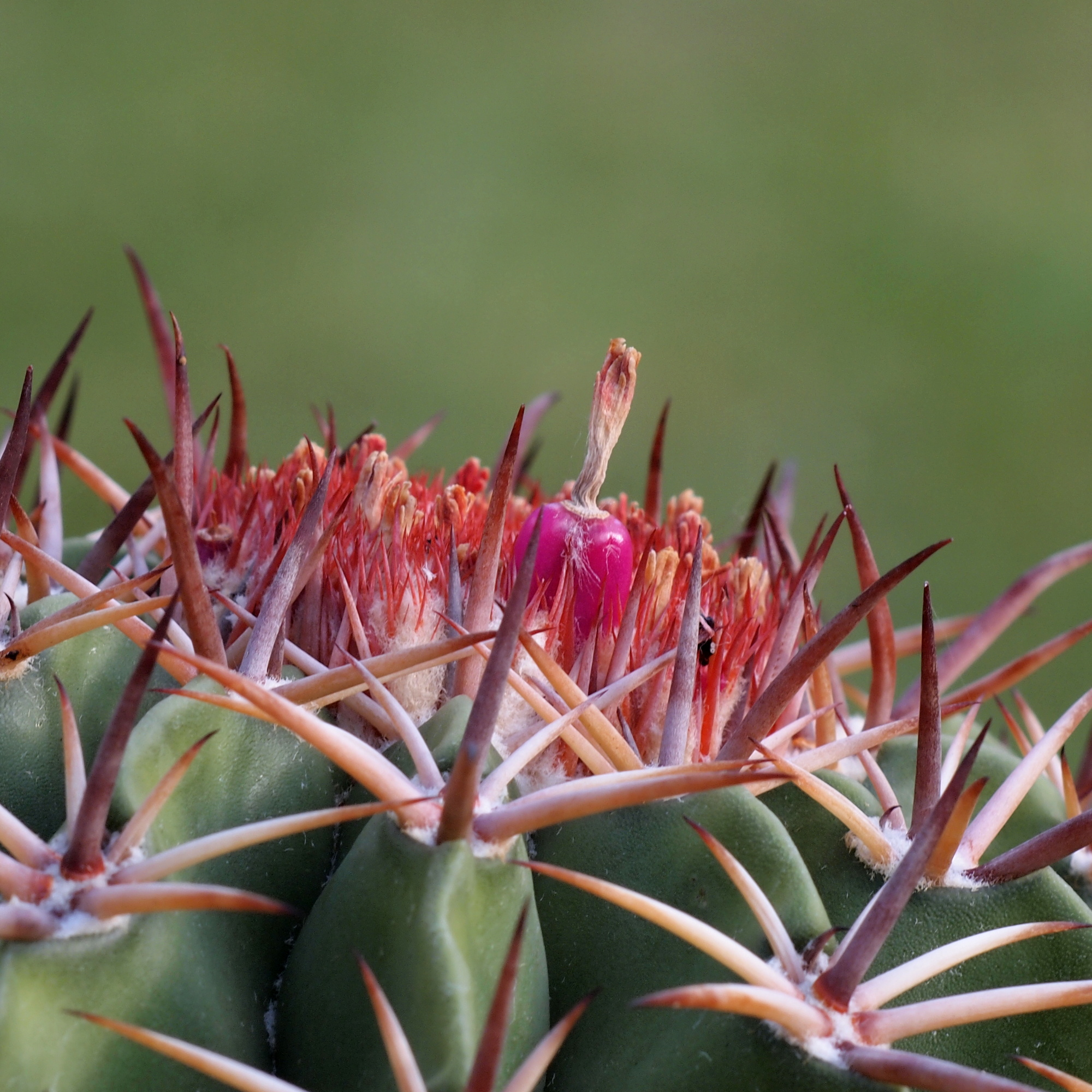
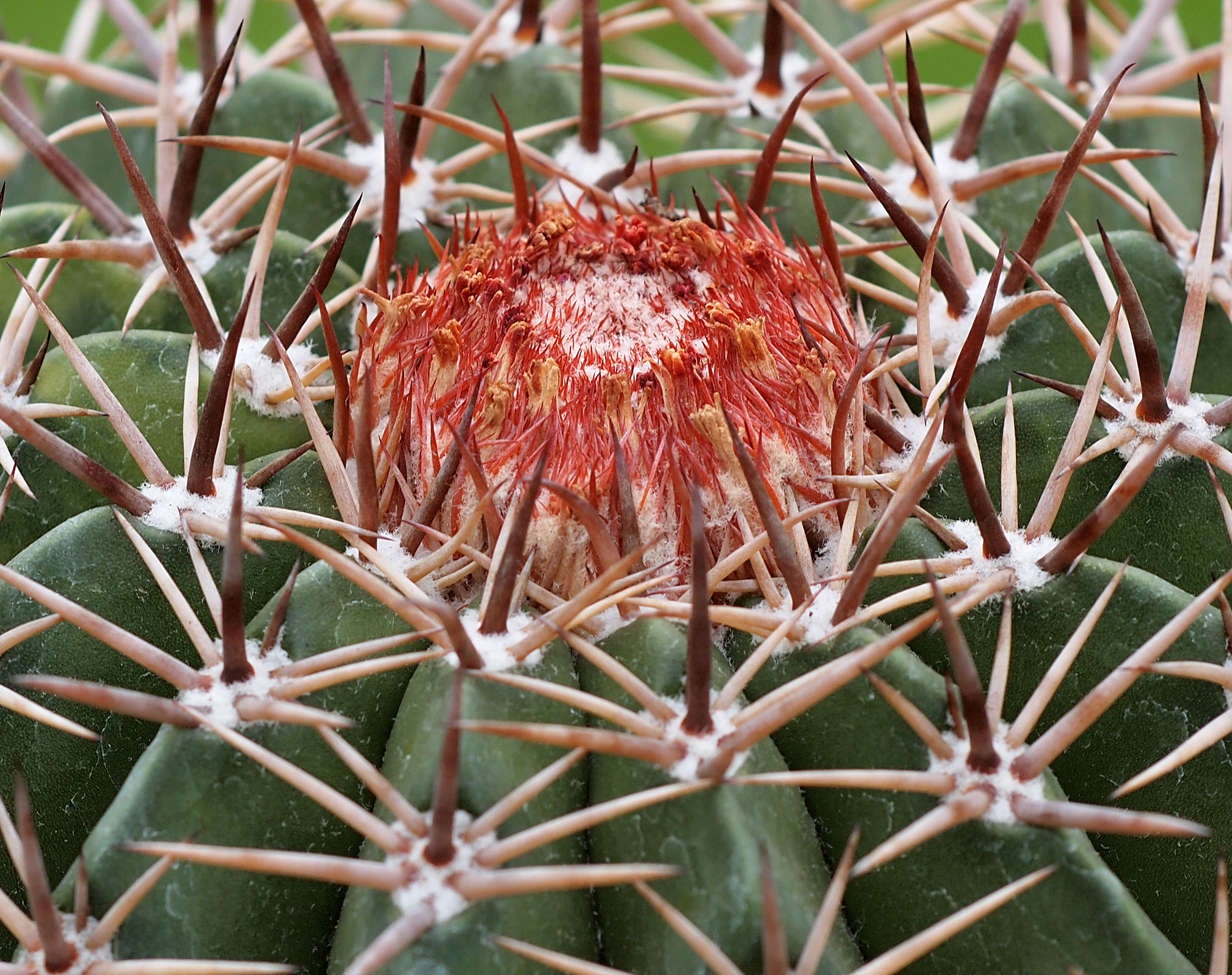